# Breza (żupania bielowarsko-bilogorska)
Breza – wieś w Chorwacji, w żupanii bielowarsko-bilogorskiej, w mieście Bjelovar. W 2011 roku liczyła 102 mieszkańców.